# Cerocala illustrata
Cerocala illustrata là một loài bướm đêm trong họ Erebidae.